# متنزه غابة جوندالا
حديقة غابة جوندالا هي حديقة غابات تقع في غامبيا. تأسست في الأول من يناير عام 1954 وتبلغ مساحتها 437 هكتارًا.
يبلغ ارتفاعه 54 متراً. تقع الحديقة شرق صن كوندا نسخة محفوظة 22 يناير 2022 على موقع واي باك مشين..